# Spoorlijn Altkirch - Ferrette
De Spoorlijn Altkirch - Ferrette was een Franse spoorlijn van Altkirch naar Ferrette. De lijn was 24,0 km lang en heeft als lijnnummer 134 000.

## Geschiedenis
De lijn werd aangelegd door de Reichseisenbahnen in Elsaß-Lothringen en geopend op 4 januari 1892. Reizigersverkeer werd opgeheven in 1953, tot 1968 vond er nog goederenvervoer plaats van Hirsingue tot Ferrette en tot 1987 tussen Altkirch en Hirsingue. Aansluitend is de lijn opgebroken.

## Aansluitingen
In de volgende plaatsen was er een aansluiting op de volgende spoorlijnen:
Altkirch
RFN 001 000, spoorlijn tussen Paris-Est en Mulhouse-Ville
Waldighoffen
RFN 135 000, spoorlijn tussen Waldighoffen en Saint-Louis La Chaussée

## Galerij

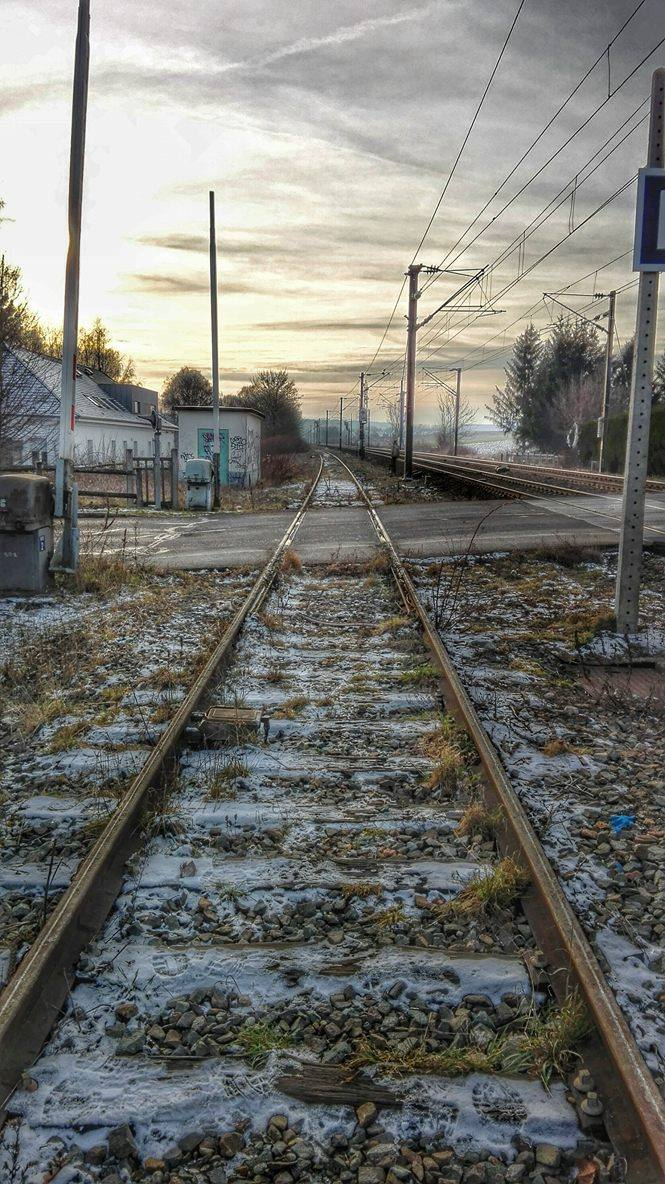
De lijn bij Station Altkirch
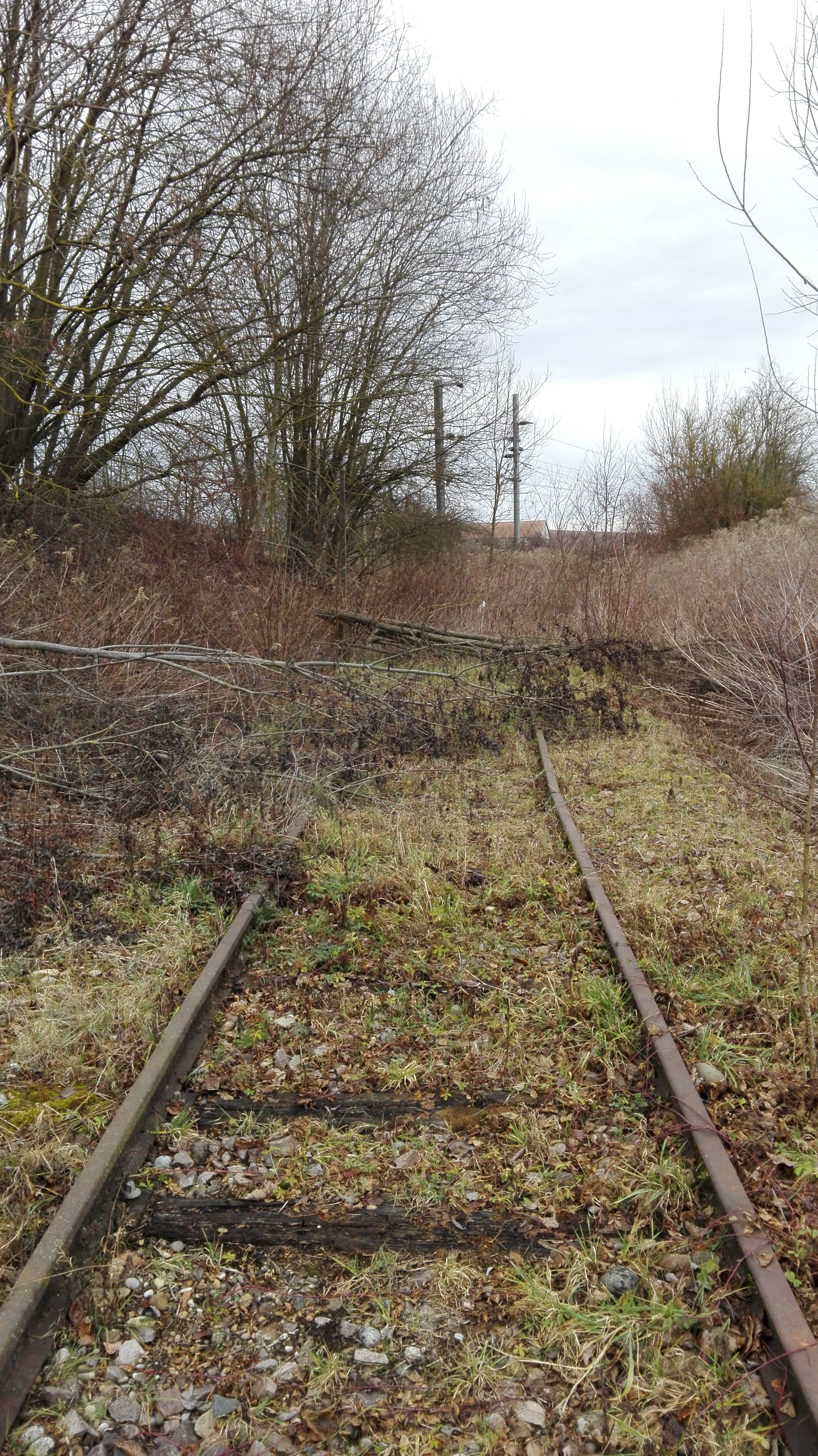
Aftakking van spoorlijn Parijs - Mulhouse
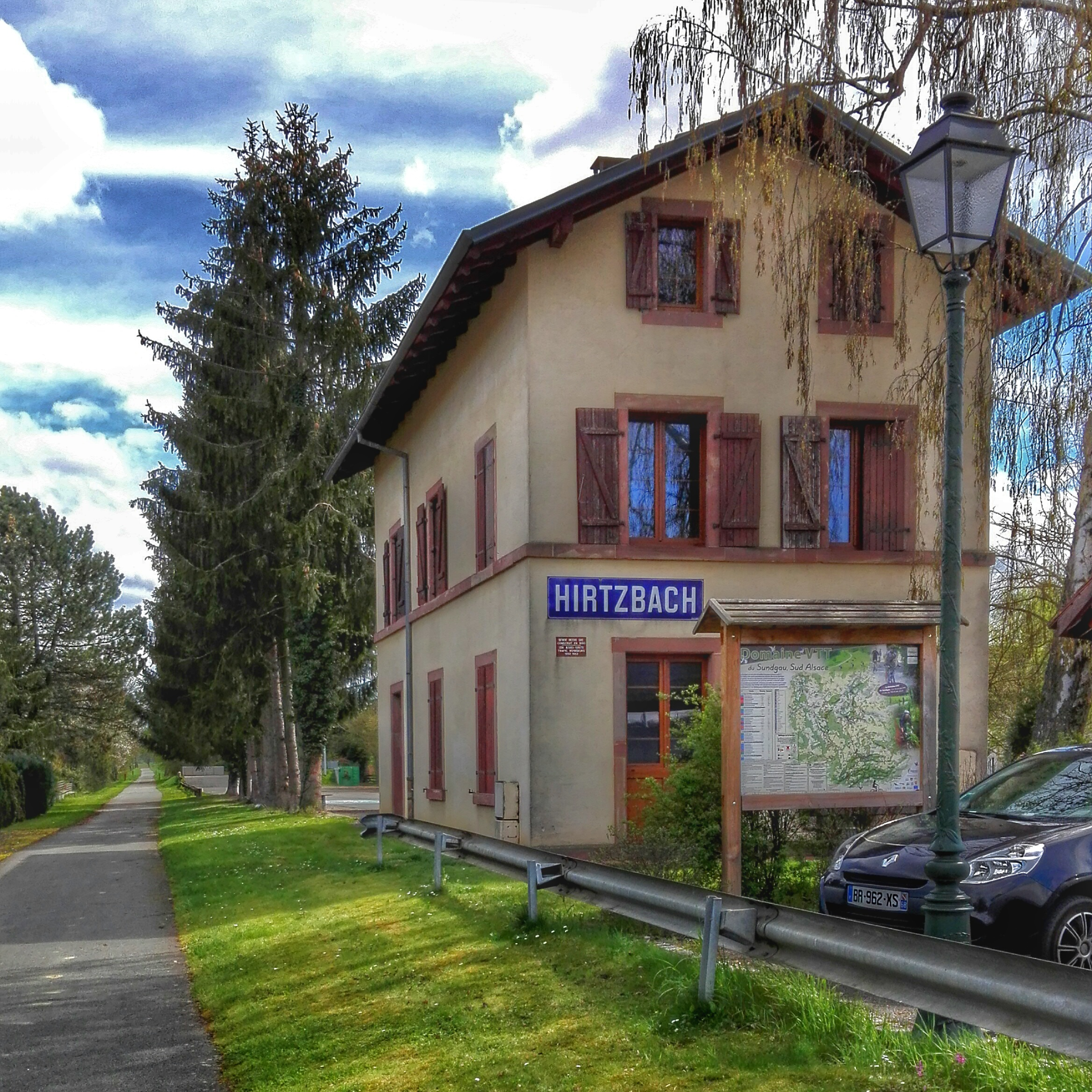
Station Hirtzbach
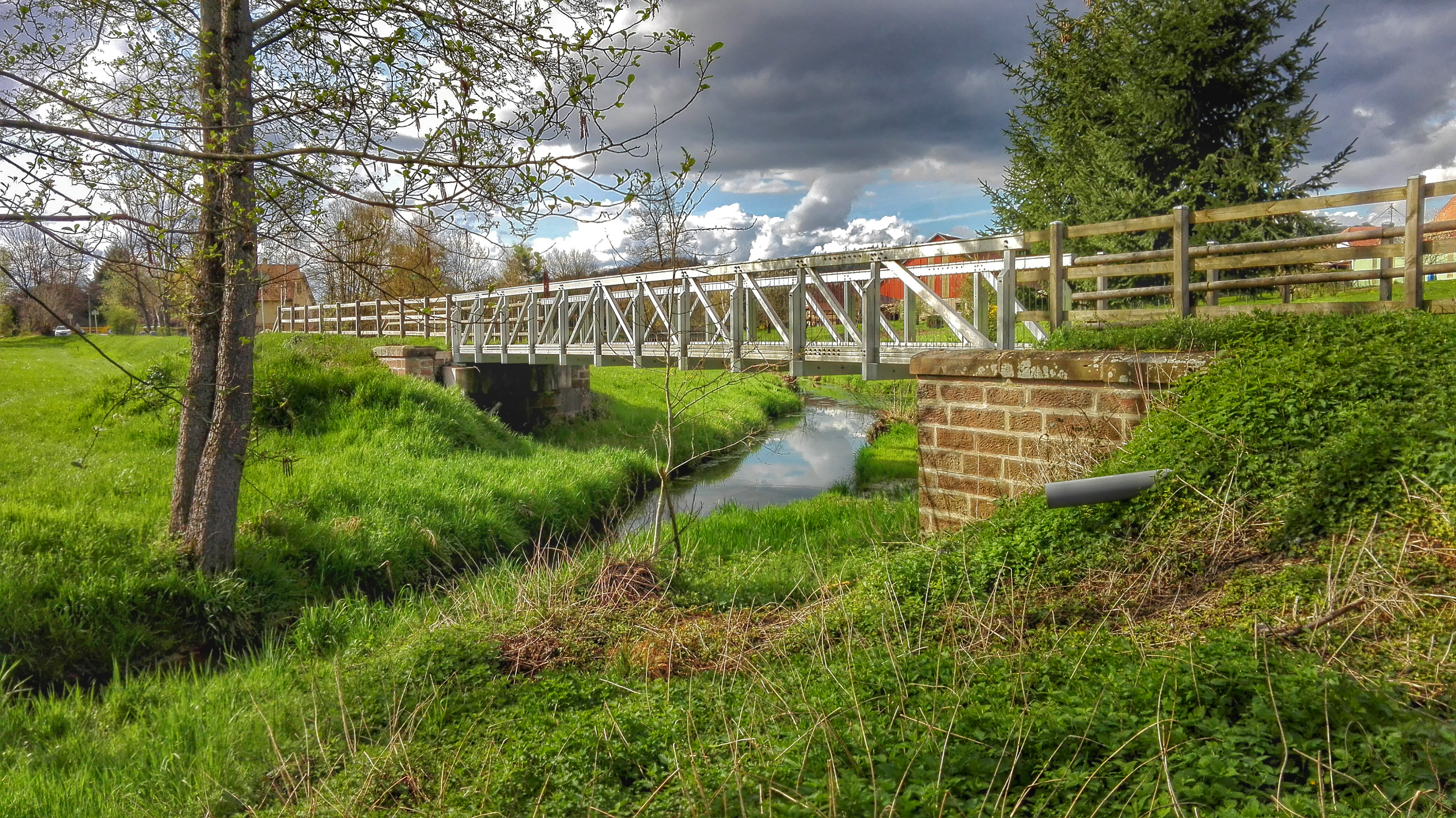
Spoorbrug over de Ill bij Bettendorf